# Vorderer Bratschenkopf
Vorderer Bratschenkopf är en bergstopp i Österrike.   Den ligger i distriktet Zell am See och förbundslandet Salzburg, i den centrala delen av landet. Toppen på Vorderer Bratschenkopf är 3 401 meter över havet.
Den högsta punkten i närheten är Hinterer Bratschenkopf, 3 413 meter över havet, nordväst om Vorderer Bratschenkopf. Närmaste samhälle är Kaprun, norr om Vorderer Bratschenkopf. 
I omgivningarna runt Vorderer Bratschenkopf förekommer i huvudsak kala bergstoppar och isformationer.